# Convezione doppio-diffusiva

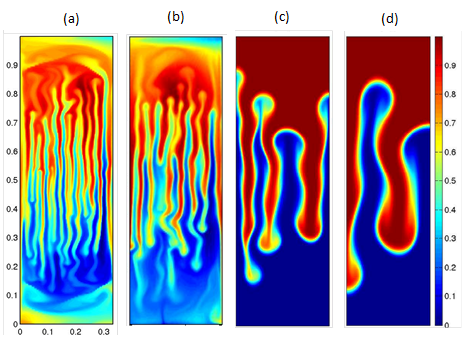
I risultati di queste simulazioni numeriche mostrano campi di concentrazione a diversi numeri di Rayleigh, con un valore fissato di. I parametri sono: (a),, (b),, (c),, (d),. Si vede dalla figura come le caratteristiche delle dita, ad esempio la larghezza e il modello di evoluzione, siano una funzione del valore del numero di Rayleigh.

La convezione doppio-diffusiva è un fenomeno fluidodinamico che descrive una forma di convezione guidata dai gradienti di due differenti quantità trasportate dal fluido, aventi differenti velocità di diffusione.

## Introduzione ed esempi
I processi di convezione nei fluidi sono in generale guidati da variazioni di densità sotto l'influenza della gravità. Queste variazioni di densità possono essere causate da gradienti nella composizione chimica del fluido (ad esempio la salinità), o da differenze di temperatura (per dilatazione termica). I gradienti termici e di composizione tendono a subire processi di diffusione nel tempo, riducendo la loro capacità di guidare la convezione e richiedendo quindi che esistano gradienti in altre regioni del flusso affinché la convezione continui. Un esempio molto importante di doppia convezione diffusiva si ha in oceanografia, dove le differenti concentrazioni di calore e sale si diffondono a velocità diverse. Un effetto che può influenzare entrambe queste variabili è l'immissione di acqua dolce fredda dallo scioglimento di un iceberg. Una buona discussione di molti di questi processi è nella monografia di Stewart Turner "Buoyancy effects in fluids".
La convezione doppio-diffusiva è importante per comprendere l'evoluzione di un certo numero di sistemi in cui le variazioni di densità dipendono da più fattori. Questi includono i processi convettivi negli oceani, nelle camere magmatiche, e nel Sole (dove il calore e l'elio si diffondono a velocità diverse). Si ritiene anche che i sedimenti abbiano una velocità di diffusione browniana lenta rispetto al sale o al calore, per cui si pensa che la convezione doppio-diffusiva sia importante per i fiumi carichi di sedimenti, nei laghi e nell'oceano.
Esistono due tipi abbastanza diversi di moti del fluido,  a seconda che la stratificazione stabile sia fornita dal componente con la diffusività molecolare più bassa o più alta. Se la stratificazione è fornita dal componente con la più bassa diffusività molecolare (ad esempio nel caso di un oceano stratificato secondo la salinità e perturbato da un gradiente termico dovuto ad un iceberg), la stratificazione è detta di tipo diffusivo, altrimenti è di tipo dito, che ricorre frequentemente negli studi oceanografici come dita di sale, o salt fingers.
Queste lunghe "dita" di acqua che salgono e scendono si verificano quando l'acqua più salata calda si trova al di sopra di acqua meno salata fredda, avente densità maggiore. Una perturbazione sull'interfaccia si traduce in un volume di acqua salata calda circondato da acqua dolce fredda. Quest'acqua si raffredda più rapidamente di quanto diminuisca la sua salinità, dato la diffusione del calore è molto più veloce di quella del sale. Poiché l'acqua diventa più fredda ma rimane salata, diventa più densa dello strato fluido sottostante. Questo fa crescere la perturbazione e provoca l'estensione verso il basso di un dito di sale. Man mano che questo dito cresce, un'ulteriore diffusione termica accelera questo effetto. Allo stesso modo, un volume di acqua fredda e poco salata spostato più in alto si riscalderà più velocemente di quanto riesca ad assorbire il sale, per cui sarà spinto ulteriormente verso l'alto.

## Ruolo delle dita di sale negli oceani
La convezione a doppia diffusione svolge un ruolo importante nella risalita dei nutrienti e nel trasporto verticale di calore e sale negli oceani. Il salt fingering contribuisce alla miscelazione verticale negli oceani. Tale miscelazione aiuta a regolare la circolazione oceanica, che influenza pesantemente il clima della terra. Oltre a svolgere un ruolo importante nel controllo del clima, le dita sono responsabili della risalita dei nutrienti che supportano la flora e la fauna marina.

## Descrizione matematica
Le equazioni che descrivono la dinamica di quantità di moto, calore e salinità (sotto l'approssimazione di Boussinesq) hanno la seguente forma:
{\displaystyle {\nabla }\cdot U=0}
{\displaystyle {\frac {\partial U}{\partial t}}+U\cdot \nabla U=\nu {\nabla }^{2}U-g(\beta \Delta S-\alpha \Delta T)\mathbf {k} }
{\displaystyle {\frac {\partial T}{\partial t}}+U\cdot \nabla T=k_{T}{\nabla }^{2}T}
{\displaystyle {\frac {\partial S}{\partial t}}+U\cdot \nabla S=k_{S}{\nabla }^{2}S}
Dove {\displaystyle U} è il campo di velocità del fluido, {\displaystyle {\textbf {k}}} è il versore nella direzione verticale, {\displaystyle k_{T}} è la diffusività molecolare del calore, {\displaystyle k_{S}} è la diffusività molecolare del sale, {\displaystyle \alpha } è il coefficiente di espansione termica a pressione e salinità costanti e {\displaystyle \beta } è il coefficiente di espansione salina a pressione e temperatura costante. Il suddetto insieme di equazioni può essere adimensionalizzato utilizzando la profondità totale {\displaystyle H} i coefficienti di diffusività e i valori di salinità e temperatura ai bordi superiori e inferiori del sistema:
{\displaystyle x={\frac {X}{H}},\quad u={\frac {U}{k_{T}/H}},\quad S^{*}={\frac {S-S_{B}}{S_{T}-S_{B}}},\quad T^{*}={\frac {T-T_{B}}{T_{T}-T_{B}}},\quad t^{*}={\frac {t}{H^{2}/k_{T}}}.}
Introducendo le suddette variabili adimensionali, le suddette equazioni di governo si riducono alla seguente forma:
{\displaystyle {\nabla }\cdot u=0}
{\displaystyle {\frac {\partial u}{\partial t^{*}}}+u\cdot \nabla u=Pr{\nabla }^{2}u-\left[PrRa_{T}\left({\frac {S^{*}}{R_{\rho }}}-T^{*}\right)\right]\mathbf {k} }
{\displaystyle {\frac {\partial T^{*}}{\partial t^{*}}}+u\cdot \Delta T^{*}={\nabla }^{2}T^{*}}
{\displaystyle {\frac {\partial S^{*}}{\partial t^{*}}}+u\cdot \Delta S^{*}={\frac {Pr}{Sc}}{\nabla }^{2}S^{*}}
In cui si sono introdotte diverse quantità adimensionali: {\displaystyle R_{\rho }} è il rapporto di stabilità della densità, {\displaystyle Ra_{T}} è il numero di Rayleigh termico, {\displaystyle Pr} è il numero di Prandtl, e {\displaystyle Sc} è il numero di Schmidt, che sono definite come
{\displaystyle R_{\rho }={\frac {\alpha \Delta T}{\beta \Delta S}},\quad Ra_{T}={\frac {g\alpha \Delta TH^{3}}{\nu k_{T}}},\quad Pr={\frac {\nu }{k_{T}}},\quad Sc={\frac {\nu }{k_{S}}}.}
La figura 1 mostra un esempio di evoluzione delle dita di sale, nel sistema temperatura-salinità, per diversi numeri di Rayleigh a {\displaystyle R_{\rho }} fissato. Si può notare come lo spessore delle dita dipenda da {\displaystyle Ra_{T}}. In generale tutte le proprietà della convezione, come tassi di crescita delle dita, flussi di calore e sale o energia cinetica del sistema, sono funzione di {\displaystyle R_{\rho }} e {\displaystyle Ra_{T}}. 